# Pakicetus
Pakicetus is een geslacht van uitgestorven walvisachtigen waarvan fossielen gevonden zijn in Pakistan. De huidige walvisachtigen, zoals baleinwalvissen en dolfijnen zijn waterzoogdieren, die perfect aangepast zijn aan het leven in zee. Hun ledematen zijn geschikt voor het leven in water. Van de familie der Pakicetidae kent men thans drie geslachten: Pakicetus, een dier ter grootte van een wolf, Nalacetus, en Ichthyolestes, een dier ter grootte van een vos. 

## Kenmerken
Gebaseerd op de schedelafmetingen van specimen en in mindere mate op samengestelde skeletten, wordt gedacht dat de soorten Pakicetus een tot twee meter lang waren. Pakicetus zag er heel anders uit dan moderne walvisachtigen en zijn lichaamsvorm leek meer op die van hoefdieren op het land. In tegenstelling tot alle latere walvisachtigen had het vier volledig functionele lange benen. Pakicetus had een lange snuit, een typisch complement van tanden dat snijtanden, hoektanden, premolaren en kiezen omvatte, een duidelijke en flexibele nek en een zeer lange en robuuste staart. Zoals bij de meeste landzoogdieren, bevond de neus zich op het puntje van de snuit.
Reconstructies van Pakicetus die volgden op de ontdekking van samengestelde skeletten beeldden ze vaak af met bont. Gezien hun relatief nauwe relaties met nijlpaarden, kunnen ze echter dun lichaamshaar hebben gehad. Het eerste gevonden fossiel bestond uit een onvolledige schedel met een schedelkap en een gebroken onderkaak met enkele tanden. Gebaseerd op het detail van de tanden, suggereren de kiezen dat het dier vlees kon scheuren. Slijtage, in de vorm van schaafwonden op de kiezen, gaf aan dat Pakicetus zijn tanden grondde terwijl het zijn voedsel kauwde. Vanwege tandkleding wordt gedacht dat Pakicetus vis en kleine dieren heeft gegeten. De tanden suggereren ook dat Pakicetus herbivore en omnivore voorouders had.

## Voorkomen
Alle drie bovengenoemde soorten zijn gevonden op enkele vindplaatsen in Pakistan, vandaar de naam van het eerste geslacht en van de gehele familie. Dit gebied was tijdens het Vroeg-Eoceen (52 miljoen jaar geleden), de tijd waarin de pakicetiden leefden, een kustgebied aan de rand van de Tethysoceaan.
De Pakicetiden waren vleesetende landdieren, behorend tot de Cetartiadactylia en meer in het bijzonder verwant met de  walvissen. Bijzonderheden in de structuur van hun oorbeenderen, die zij alleen met walvissen delen, vormen de belangrijkste reden waarom zij als voorouders van de walvisachtigen worden beschouwd.
In de jaren tachtig van de twintigste eeuw werd Pakicetus op basis van enkel een schedel gereconstrueerd als een echte overgangsvorm tussen een landdier en een walvis. Deze schedel was ongeveer zo groot als die van een wolf met aan de basis enkele anatomische kenmerken die typisch zijn voor walvissen. Andere opvallende kenmerken van de schedel van Pakicetus zijn de beperkte herseninhoud met het formaat van een walnoot en benige uitsteeksels voor de aanhechting van sterke kaak- en nekspieren. Na completere vondsten bleek de oorspronkelijke reconstructie onjuist en bleek Pakicetus een wolfachtig dier van honderdtachtig centimeter lang met nauwelijks aanpassingen voor een aquatische leefwijze.

## Paleobiologie

### Mogelijk semi-aquatische natuur
Het werd op de cover van Science geïllustreerd als een semiaquatisch, vaag krokodilachtig zoogdier, dat naar vissen duikt. Iets meer complete skeletresten werden in 2001 ontdekt, wat de opvatting suggereerde dat Pakicetus in de eerste plaats een landdier was ter grootte van een wolf, zeer vergelijkbaar in vorm met de bijbehorende mesonychiden. Thewissen et al. 2001 schreef dat Pakicetiden terrestrische zoogdieren waren, niet meer amfibisch dan een tapir. Thewissen et al. 2009 voerde aan dat de oogholten van deze walvisachtigen dicht bij elkaar op de schedel waren gelegen, zoals gebruikelijk is bij waterdieren die in water leven maar naar opgekomen objecten kijken. Net als Indohyus zijn ledematen van pakicetiden osteosclerotisch, ook suggestief voor waterhabitats (omdat zware botten ballast leveren). Deze eigenaardigheid kan erop wijzen dat Pakicetus in water zou kunnen staan, bijna volledig ondergedompeld, zonder het visuele contact met de lucht te verliezen.

### Zintuiglijke mogelijkheden
Het Pakicetus-skelet onthult verschillende details met betrekking tot de unieke zintuigen van het schepsel en biedt een nieuwe voorouderlijke link tussen terrestrische en waterdieren. Zoals eerder vermeld, was de naar boven gerichte plaatsing van de oogkassen van de Pakicetus een belangrijke indicatie van zijn habitat. Nog meer was echter het gehoorvermogen. Net als alle andere walvisachtigen had Pakicetus een verdikt schedelbot dat bekend staat als de auditieve bulla, dat gespecialiseerd was voor horen onder water. Walvisachtigen vertonen ook allemaal categorisch een groot mandibulair foramen in de onderkaak, dat een vetpakket bevat en zich naar het oor uitstrekt, die beide ook worden geassocieerd met horen onder water. Pakicetus is de enige walvisachtige waarin de mandibulaire foramen klein is, zoals het geval is bij alle landdieren. Het miste dus het vetkussen en geluiden bereikten zijn trommelvlies volgend op de externe gehoorgang zoals bij landdieren. Aldus het gehoormechanisme van Pakicetus is het enige bekende tussenproduct tussen landzoogdieren en walvisachtigen in het water en terrestrische prooi vanuit een laag uitkijkpunt.

## Ontdekkingsgeschiedenis
De eerste en daaropvolgende fossielen werden gevonden in Pakistan, vandaar de generieke naam Pakicetus. De fossielen werden gevonden in de Kuldana-formatie in Kohat in het noorden van Pakistan en werden in de leeftijd gedateerd van Onder tot vroeg-Midden-Eoceen. De fossielen kwamen uit rode terrestrische sedimenten die grotendeels werden begrensd door ondiepe mariene afzettingen, typisch voor kustmilieus veroorzaakt door de Tethysoceaan. Speculatie is dat veel grote zeebanken floreerden met de aanwezigheid van deze prehistorische walvis. Volgens de locatie van fossiele vondsten gaven ze de voorkeur aan een ondiepe habitat die grenst aan land van behoorlijke omvang. Assortimenten van kalksteen, dolomiet, stenige modder en andere soorten zand met verschillende kleuren zijn voorzien als een gunstige habitat voor Pakicetus. Tijdens het Eoceen was Pakistan een kustgebied van Eurazië en daarom een ideale habitat voor de evolutie en diversificatie van de Pakicetidae.

## Taxonomische indeling
Pakicetus wordt ingedeeld bij de Archaeoceti, en hij en zijn familieleden zijn daarmee de primitiefst bekende walvissen tot nu toe. Een mogelijk verwant dier dat buiten de walvissen staat is Indohyus.

## Classificatie
Pakicetus werd oorspronkelijk beschreven als een mesonychide, maar later werd het opnieuw geclassificeerd als een vroege walvisachtige vanwege karakteristieke kenmerken van het binnenoor dat alleen in walvisachtigen wordt aangetroffen (namelijk de grote auditieve bulla wordt alleen gevormd uit het ectotympanische bot), het werd erkend als het eerste lid van de familie Pakicetidae. Oorspronkelijk werd gedacht dat het afstamt van mesonychiden, volgens Gingerich & Russell in 1981. Echter, de herbeschrijving van de primitieve, semi-aquatische artiodactyl Indohyus en de ontdekking van zijn cetaceaan-achtige binnenoor, maakten tegelijkertijd een einde aan het idee dat walvissen afstammen van mesonychiden, terwijl ze aantoonden dat Pakicetus en alle andere walvisachtigen artiodactylen zijn. Zo vertegenwoordigt Pakicetus een overgangstaxon tussen uitgestorven landzoogdieren en moderne walvisachtigen.